# Komet LINEAR 26
Komet LINEAR 26 ali 225P/LINEAR je periodični komet z obhodno dobo okoli 6,7 let.

 Komet pripada Jupitrovi družini kometov. Spada tudi med blizuzemeljska telesa (NEO) .

## Odkritje
Komet so odkrili 3. oktobra 2002 v programu LINEAR (Lincoln Near-Earth Asteroid Research).